# 竹林精舍
竹林精舍（梵語：、巴利語：Veḷuvanārāma）又称“迦兰陀竹园”。位于新旧王舍城之间，相传是頻婆娑羅王與迦兰陀长老皈依佛陀后献出的竹园。是佛教史上第一座供佛教徒专用的建筑物，它也是后来佛教寺院的前身，“精舍”名稱之源。释迦牟尼佛在世时曾长期在此居住，後來轉往舍衛城祇園精舍。